# Hoplismenus passivus
Hoplismenus passivus là một loài tò vò trong họ Ichneumonidae.